# هلند بورگوندی

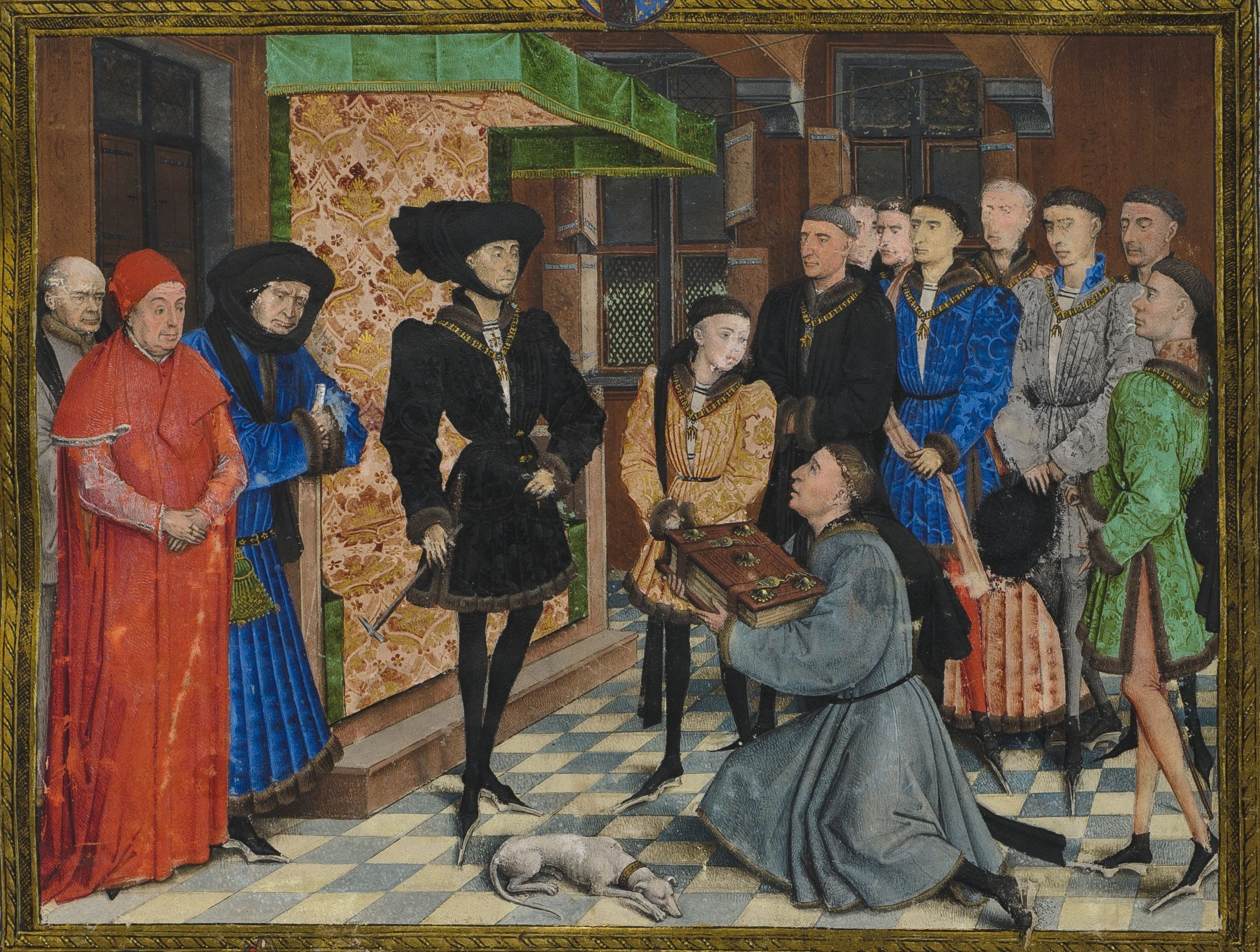
Jean Wauquelin در حال ارائه "Chroniques de Hainaut" خود به فیلیپ خوب، در مونس، کنت‌نشین هاینو، هلند بورگوندی.

در تاریخ کشورهای سفلی، هلند بورگوندی (فرانسوی: Pays-Bas bourguignons‎, هلندی: Bourgondische Nederlanden, لوکزامبورگی: Burgundeschen Nidderlanden, والون: Bas Payis borguignons) یا عصر بورگوندی دوره‌ای بین سال‌های ۱۳۸۴ و ۱۴۸۲ است که در طی آن بخش رو به رشدی از کشورهای سفلی توسط دوک‌های بورگوندی اداره می‌شد. دوک‌ها در داخل ایالت بورگوندی خود که تا حدی به امپراتوری مقدس روم و تا حدودی به پادشاهی فرانسه تعلق داشت، این مناطق سفلی را در یک اتحادیه سیاسی متحد کردند که فراتر از یک اتحادیه شخصی بود زیرا برای اولین بار نهادهای مرکزی را به دست آورد (مانند ایالات عمومی).
این دوره با روی کار آمدن فیلیپ دوم، دوک بورگوندی ملقب به جسور به عنوان کنت فلاندر و آرتو در سال ۱۳۸۴ آغاز شد و تا زمان مرگ دوشس ماری بورگوندی در سال ۱۴۸۲ ادامه یافت و پس از آن دولت بورگوندی منحل شد و کشورهای سفلی از طریق ارث تحت حاکمیت سلطنت هابسبورگ قرار گرفتند.
در قرن پانزدهم، مرسوم بود که به کشورهای سفلی که در آن دوک بورگوندی حکومت و معمولاً در آن زندگی می‌کرد، به‌عنوان (به فرانسوی: les pays de par-deçà) به معنای «سرزمین‌های اینجا» نامیده می‌شد، در مقابل بورگوندی خاص (در فرانسه مرکزی) (به فرانسوی: les pays de par-delà) به معنای «سرزمین‌های آنجا» تعیین می‌شد.(همچنین به اصطلاحات کشورهای پایین مراجعه کنید).